# Rejon kobelacki
Rejon kobelacki (ukr. Кобеляцький район, Kobelaćkyj rajon) – jednostka administracyjna w składzie obwodu połtawskiego Ukrainy.
Powstał w 1923. Ma powierzchnię 1800 km² i liczy około 54 tysięcy mieszkańców. Siedzibą władz rejonu są Kobelaky.
W skład rejonu wchodzą 1 miejska rada, 1 osiedlowa rada oraz 26 silskich rad, obejmujących 102 wsie.